# Lędowa
Lędowa (niem. Waldhof) – osada w Polsce położona w województwie zachodniopomorskim, w powiecie kołobrzeskim, w gminie Rymań, przy wzniesieniu Kobyla Góra. Miejscowość wchodzi w skład sołectwa Drozdowo.
Według danych z 4 września 2013 r. Lędowa miała 12 mieszkańców.
Osadę założono ok. 1860 r. jako nowy folwark dóbr drozdowskich. Do 1945 roku wchodziła w skład Niemiec, gdzie należała do gminy (Gemainde - odpowiednik polskiego sołectwa) Drozdowo. W latach 1950–1998 miejscowość administracyjnie należała do województwa koszalińskiego.
W miejscowości znajdował się przystanek Kołobrzeskiej Kolei Wąskotorowej